# Geschiedenis van Flevoland
Dit artikel behandelt de geschiedenis van de Nederlandse provincie Flevoland. Flevoland is de jongste provincie van Nederland; het is als provincie erkend in 1986. Het grondgebied bestaat vrijwel geheel uit de voormalige bodem van de Zuiderzee, die in de 20e eeuw deels is drooggelegd.

## Voorgeschiedenis

### Schokland en Urk
De eilandjes Schokland en Urk bestonden al voor de drooglegging van de Zuiderzee. Schokland was een eiland tussen Urk en het vasteland bij Vollenhove; het was tot 1660 in handen van de heren van Kuinre. In de loop der tijd is dit eiland sterk verkleind totdat in de 20e eeuw slechts een smalle strook land over was; reeds in 1859 moest Schokland ontruimd worden, waarna het aan Kampen werd toegevoegd.
De oudst bekende vermelding van de naam 'Urk' is de schenkingsakte uit 966 van keizer Otto I aan het Sint-Pantaleonsklooster te Keulen. De tekst luidt: "cuiisdam insulae medietatem in Almere, que Urch vocatur" (zeker eiland in Almere, dat Urch genoemd wordt). Urk kwam in de 13e eeuw aan het graafschap Holland.
Schokland en Urk behoorden van 1660 tot 1792 tot de stad Amsterdam, daarna (na vele herindelingen in de Franse tijd) tot 1859 respectievelijk 1950 tot Noord-Holland, in welke jaren ze opnieuw bij Overijssel werden ingedeeld.
Tot 1932 lagen ze als eilanden in de Zuiderzee, daarna (door de voltooiing van de Afsluitdijk) in het IJsselmeer. Sinds de drooglegging van de Noordoostpolder in 1942 liggen Schokland en Urk in deze polder en maken deel uit van het vasteland.

### Polderplannen
Sinds 1886 pleitte de Zuiderzeevereeniging voor inpoldering van de Zuiderzee, en daarbinnen nam dr. Ir. C. Lely al snel de leiding. De inpoldering had twee doelen: de Zuiderzee, die steeds voor rampzalige overstromingen zorgde, moest worden bedwongen (waarvoor eerst een Afsluitdijk moest worden aangelegd), en de landaanwinning leverde ook meer landbouwgrond en woongebied op. Lely voltooide in 1891 zijn plan en werd minister van Waterstaat, Handel en Nijverheid, maar het plan had te weinig politiek draagvlak en werd op de lange baan geschoven.
Op 14 juni 1918 werd de Zuiderzeewet aangenomen, waarin tot de inpoldering van de Zuiderzee werd besloten. Dit werd mogelijk door een ommekeer in de publieke opinie na de watersnood van 1916. De uitvoering van het plan door de Dienst der Zuiderzeewerken (zie ook Zuiderzeewerken) gebeurde in fasen en duurde zo'n driekwart eeuw.

## Drooglegging

### Noordoostpolder
Op 2 februari 1936 werd met de voorbereidende werkzaamheden voor de aanleg van de Noordoostpolder begonnen en in 1937 werd de aanleg van in totaal 31,5 kilometer dijk aanbesteed. Op 3 oktober 1939 werd de dijk tussen Lemmer en Urk gesloten. Urk was voortaan geen eiland meer. In 1940 werd de dijk aan de kant van Overijssel bij Vollenhove gesloten en kon het droogmalen beginnen. De polder viel officieel droog op 9 september 1942. Nu verloor ook Schokland de eilandstatus; Schokland lag voortaan in de polder.
De kersverse polder werd al snel een toevluchtsoord voor onderduikers, omdat de arbeiders waren vrijgesteld van de Arbeitseinsatz. Van de afkorting NOP (van NoordOostPolder) werd in die tijd gezegd dat die ook stond voor "Nederlands Onderduikers Paradijs". In totaal zouden er circa twintigduizend personen ondergedoken zijn geweest. In november 1944 werden bij een grote razzia veel onderduikers opgepakt en via Vollenhove afgevoerd. Een herinnering aan die gebeurtenis is terug te vinden in de polder, onder andere aan de weg Onderduikerspad, in Espel/Creil.
Na de Tweede Wereldoorlog werd begonnen met de bouw van boerderijen, waarbij voor het eerst gebruik werd gemaakt van prefab betonelementen. In 1947 begon de uitgifte van grond. De nieuwe boeren waren streng geselecteerd. Ze kwamen voornamelijk uit Friesland, Noord-Holland, en Zeeland (onder andere uit Walcheren dat in oktober 1944 door de geallieerden onder water was gezet).

### Indelingen
In 1942 werden de delen (bestaande uit water) van Lemsterland (Fr), Blankenham (Ov), Blokzijl (Ov), Genemuiden (Ov), Kampen (Ov) en Kuinre (Ov) de Noordoostelijke Polder (Overijssel). Later begon de uitgifte van de grond, aanleg van de eerste woonkernen. Emmeloord was de centrumplaats in de gemeente Noordoostpolder, die in zijn geheel bij Overijssel behoorde.
In 1950 werd het Noord-Hollandse Urk Overijssels. In 1955 werd het Openbaar Lichaam Zuidelijke IJsselmeerpolders (OL ZIJP) ingesteld. Een deel (bestaande uit water) van de Noordoostelijke Polder (Ov.) wordt het OL ZIJP. In 1969 werden delen (bestaande uit water) van de voormalige Zuiderzeegemeenten deel van het OL ZIJP.
Tussen 1972 en 1984 ontstonden uit het OL ZIJP de nieuwe gemeenten: in 1972 Dronten, 1980 Lelystad, 1984 Almere en Zeewolde. In 1996 werd het OL ZIJP opgeheven. De Overijsselse gemeenten Urk en Noordoostpolder hoorden sinds 1986 bij Flevoland.

#### Indeling binnen deNederlandse rooms-katholieke kerkprovincie
De gebieden van de Noordoostpolder, Oostelijk Flevoland en Zuidelijk Flevoland waren sinds de inpoldering officieel ingedeeld in een zogenaamde apostolische administratie. In de praktijk waren ze al toegewezen aan respectievelijk het bisdom Groningen-Leeuwarden, het aartsbisdom Utrecht en het bisdom Haarlem-Amsterdam.

Eerst bij decreet van 30 november 2024 van de dicasterie voor de Bisschoppen zijn de polders en hun parochies definitief ingedeeld bij een bisdom.

## Twaalfde provincie
De instelling als provincie werd bij wet besloten op 27 juni 1985, en uitgevoerd op 1 januari 1986 met Lelystad als de hoofdstad. Lelystad is vernoemd naar Cornelis Lely, de oud-minister van Waterstaat die het plan tot inpoldering oorspronkelijk had ontworpen.
De provincie kreeg haar eigen regionale omroep in 1989: Omroep Flevoland.